# Adam Robitel
Adam Robitel, född 26 maj 1978 i Boston i Massachusetts, är en amerikansk filmregissör, filmproducent, manusförfattare och skådespelare. Han är mest känd för att ha regisserat skräckfilmerna The Taking, Insidious: The Last Key, Escape Room, och Escape Room 2: No Way Out. Han har också varit med och skrivit manuset till skräckfilmen Paranormal Activity: The Ghost Dimension från 2015.
Robitel har tidigare haft studier på USC School of Cinematic Arts i Los Angeles. Han har också en partner vid namn Ray, som han har levt ihop med i över tjugo år.

## Filmografi (i urval)

### Filmer
- 2000 – X-Men (skådespelare)
- 2002 – The Rules of Attraction - Lustans lagar (skådespelare)
- 2005 – 2001 Maniacs (skådespelare)
- 2014 – The Taking (regissör)
- 2015 – Paranormal Activity: The Ghost Dimension (manusförfattare)
- 2018 – Insidious: The Last Key (regissör)
- 2019 – Escape Room (regissör och skådespelare)
- 2021 – Escape Room 2: No Way Out (regissör)